# 郑拓彬
郑拓彬（1924年2月24日—），男，陕西澄城人，中华人民共和国政治人物，曾任第十二届、十三届中共中央委员、中华人民共和国对外经济贸易部部长。

## 生平
1924年，郑拓彬出生在陕西省澄城县刘家洼乡店头庄。十四岁那年，与小同学、后担任过中共广东省委副秘书长的关相生，同赴延安，先后在延安大学和鲁迅艺术学校读书，并加入中国共产党。曾历任陕甘宁边区小学教员、《新文字报》编辑、鲁艺南泥湾农场场长、华北联合大学科长。第二次国共内战时期，随部队迁往东北；先后担任东北民主联军西满军驻满洲里办事处科长、东北人民政府贸易部驻满洲里办事处副处长；曾在东北民主联军总司令部附设的外国语学校进修俄文。
中华人民共和国成立后，郑拓彬调中央人民政府贸易部任职；历任外国贸易司副处长、处长、专员、副局长等职；1958年至1964年，担任中国驻苏使馆商务参赞。文化大革命爆发后，曾下放五七干校劳动锻炼。1973年恢复工作后，任对外贸易部三局局长；1976年，参加中央驻上海工作组，参与清理“四人帮”罪行；1977年，升任对外贸易部副部长；1981年，任部长。1982年，对外贸易部与国家进出口管理委员会、对外经济联络部、外国投资管理委员会合并，组建了对外经济贸易部，郑拓彬被任命为第一副部长（正部级）；1985年3月，接替陈慕华出任外经贸部部长、党组书记（至1990年12月）。
他是中共第十一、十二、十三、十四次全国代表大会代表，第十二届、十三届中央委员会委员。1992年，离职休养。 　　

## 家庭
1954年，郑拓彬与贸易部研究员陈龙珠结婚。夫妇有三个儿子。